# Ragazze in uniforme (film 1958)
Ragazze in uniforme (Mädchen in Uniform) è un film del 1958 diretto da Géza von Radványi con Romy Schneider.
Il soggetto è tratto da un romanzo di Christa Winsloe, dal quale fu tratta anche una precedente versione nel 1931.

## Trama
Potsdam, Prussia, nel 1910. In un collegio autoritario per ragazze nobili prevale una morale rigorosa. In preparazione ad una vita nel tradizionale ruolo femminile con bambini, cucina, chiesa, le alunne vengono educate alla disciplina e all'obbedienza. Una giovane insegnante,  von Bernburg, pone maggiore enfasi sull'individualità e sull'umanità in classe. Accusa il direttore della scuola di metodi educativi spietati e intolleranti e mostra modi migliori, dicendogli "Tendete una mano".
Manuela von Meinhardis, entra nel collegio dopo la morte della madre. Von Bernburg, che cerca di trattare tutte le studentesse con gentilezza, è particolarmente amichevole con Manuela, poiché ha simpatia per la sua situazione e il suo dolore per sua madre perduta. Manuela si innamora della sua insegnante, ma lei non sa davvero come affrontare i sentimenti di Manuela e cerca di ignorare il suo amore.
La von Bernburg rassegna le dimissioni, nel frattempo Manuela tenta il suicidio. Studentesse e insegnanti cercano Manuela ovunque e la trovano in piedi davanti alla ringhiera e la salvano.
La signorina von Bernburg e la direttrice vanno a visitare Manuela a letto. La direttrice tende la mano a Manuela, che è irrequieta nel sonno, e chiede alla von Bernburg di restare. Tuttavia, von Bernburg  chiarisce che Manuela deve "trovare la sua strada" e che la direttrice stessa deve essere responsabile di una nuova e migliore educazione.

## Produzione
La trama del film è basata sull'opera teatrale Ritter Nérestan (prima rappresentazione a Lipsia 1930, seconda produzione 1931 a Berlino con il titolo Gestern und heute) di Christa Winsloe, ma anche sul romanzo di quest'ultima Das Mädchen Manuela (1933, edizioni successive Ragazze in uniforme).
Poiché la produzione del film di Berlino Ovest non poteva svolgersi nei luoghi originali di Potsdam, che ai tempi si trovava nella DDR, il parco del casino di caccia di Glienicke a Berlino-Wannsee vicino a Potsdam servì come location per le riprese all'aperto. Il panorama visibile nel film sul lago di Glienicker fino al castello di Babelsberg e alla Villa Kampffmeyer fu poi notevolmente modificato tre anni dopo le riprese dai sistemi di barriera, che furono notevolmente rafforzati anche al confine di Potsdam con Berlino Ovest nel corso della costruzione del muro di Berlino; tale situazione fu modificata solo dopo la caduta del muro e lo smantellamento delle fortificazioni di confine visibili di nuovo nel loro vecchio stato.
Il film fu proiettato per la prima volta il 28 agosto 1958 al Lichtburg di Essen, dopo essere stato precedentemente presentato l'8 luglio 1958 alla Berlinale, dove prese parte al concorso per l'Orso d'Oro.

## Critica
La Heyne Filmlexikon (1996) ha descritto le ragazze in uniforme come "un remake a colori leggermente troppo uniforme del film di Leontine Sagan".
Il lessico dei film internazionali ha giudicato il remake in modo simile, perché era "psicologicamente superficiale e nonostante i buoni attori e la messa in scena efficace offre solo un intrattenimento non vincolante".
Nella Nuova settimana berlinese del 10 ottobre 1958 si leggeva: “La bella e amareggiata Romy Schneider e la fiduciosa donna Lilli Palmer non hanno deluso nemmeno una tappa impegnativa: il gioco lesbico arriva con discrezione e gusto. Insomma, un lavoro pulito a cui non si può negare il riconoscimento».
Lo Spandauer Volksblatt del 16 ottobre 1958 affermava: “La nuova versione delle ragazze in uniforme è molto più addomesticata e liscia rispetto al suo predecessore bianco e nero del 1931. Il carillon della chiesa della guarnigione di Potsdam 'Pratica sempre fedele e onesta' non è più una visione del mondo, ma solo una parabola. La distanza dall'era Hohenzollern è già troppo grande. Geza Radvanyi risolve il problema con un arredamento grazioso e sicuro per il pubblico. In realtà, il film va a Romy Schneider e Lilli Palmer in parti più o meno uguali. Romy sta uscendo felicemente da se stessa. Trasforma la figlia superiore, che ha bisogno di essere sostenuta, in un personaggio rotondo. Lilli Palmer crea la sua insegnante in modo intelligente e con una sensazione sicura per le delicatezze del suo ruolo".
Il quotidiano berlinese Der Tag del 16 ottobre 1958 valutava positivamente i successi di Schneider e Palmer e scriveva: “Ci sono due risultati positivi nella recitazione in questo film: Lilli Palmer come insegnante entusiasta e Romy Schneider come la ragazza che segue se stessa trasforma il la morte della madre nel suo bisogno orfano d'amore a questa educatrice e nell'esuberanza dei sentimenti provoca quasi una catastrofe. Lilli Palmer, invece, sviluppa un gioco davvero nobile, colto, e Romy Schneider ci sorprende qui (dopo i tanti ruoli in cui ha dovuto sviluppare un fascino dolce-infantile) con una impressionante urgenza rappresentativa. Sembra reale nella sua timidezza iniziale e nel suo blocco emotivo, ma anche nelle sue esplosioni emotive successive. La descrizione approssimativa dell'ambiente è da giudicare negativamente. Quello che vediamo è più un penitenziario che un nobile collegio per ragazze. La direttrice (Therese Giehse) non è una superiore, più un sergente nodoso. Equilibrio: Il vecchio film con Dorothea Wieck e Hertha Thiele, che un tempo si avvicinava all'esercizio intellettuale e alle difficoltà derivanti da rigidi pregiudizi, è rimasto inegualmente scioccato questo e più eccitante. Il regista Geza Radvanyi registra l'atmosfera, si allunga e suscita meno simpatia che sfiducia nell'onestà della testimonianza e nella legittimità dell'accusa. Solo Lilli Palmer e Romy Schneider riescono a parlarci umanamente. Grazie a entrambi per questo."
Nel Tagesspiegel del 26 ottobre 1958 si affermava: "Non è più l'originale - il destino di una giovane nobildonna in un collegio femminile, che è come un'accademia militare - che rende questo remake degno di essere visto, ma questo tempo, insieme a Lilli Palmer, è davvero il gioco di Romy Schneider".
Nella sua recensione del novembre 1958, il Ciné-Revue elogiava: “Il film di cui è responsabile Geza Radvanyi ha solide qualità. Segui l'azione con grande attenzione, perché la drammaticità dell'argomento è abilmente elaborata. L'impressionante interpretazione di Lilli Palmer e Romy Schneider dà al film il suo vero significato".

## Premi
- Berlinale 1958: nominato per "l'Orso d'Oro" Géza von Radványi
- Festival del cinema tedesco 1959: Lilli Palmer e Romy Schneider sono stati nominati nella categoria "Migliore attrice protagonista" per il nastro in oro, Blandine Ebinger nella categoria "Migliore attrice non protagonista" per il nastro in argento
- Bambi Awards 1959: Bambi nella categoria "Migliore giovane attrice" per Sabine Sinjen

## Letteratura
- Christa Winsloe: Ieri e Oggi (Cavaliere Nérestan). Opera in 3 atti e 12 immagini. [Manoscritto di scena non in vendita.] G. Marton e A. Marton, Vienna, Berlino e Budapest 1930, 122 pp.
- Christa Winsloe: ragazza in uniforme. Con una postfazione di Susanne Amrain. Daphne-Verlag, Göttingen 1999, 281 pagine, ISBN 3-89137-033-4
- Klaus Johann: Limitare e fermarsi: l'individuo nella “Casa delle regole”. Alla letteratura del collegio in lingua tedesca. Heidelberg: Universitätsverlag Winter 2003. (= contributi alla storia letteraria recente. 201.) ISBN 3-8253-1599-1. In particolare pp. 492–495.
- Friedrich Koch: Scuola nel cinema. Autorità ed educazione. Dal “Blue Angel” al “Feuerzangenbowle”. Weinheim e Basilea 1987. ISBN 9783407340092